# Jean de Geoffre de Chabrignac
Pour les articles homonymes, voir Famille de Geoffre.
Jean-Baptiste Henri Marie Raymond, marquis de Geoffre de Chabrignac est un militaire et homme politique français, né le 8 novembre 1889 au château d'Échuilly (Verchers-sur-Layon) et mort le 14 mars 1971 à Neuilly-sur-Seine.

## Biographie
Jean, marquis de Geoffre de Chabrignac est le fils du comte Louis de Geoffre de Chabrignac, officier de cavalerie et conseiller d'arrondissement de Doué-la-Fontaine, et de Jeanne de La Selle d'Échuilly. Une de ses sœurs sera religieuse chez les Filles de la charité de Saint-Vincent-de-Paul et l'autre sera la mère de l'abbé Louis Cesbron Lavau. Après avoir obtenu son baccalauréat, il suivit ses études à l'université catholique d'Angers, puis s'engagea dans le 5e régiment de cuirassiers en 1908. 
Sous-lieutenant, il retourne à la vie civile pour reprendre la gestion du domaine familial, avant d'être mobilisé au début de la Première Guerre mondiale. Il prend part aux combats près de Compiègne, passe dans l'aviation en avril 1915, et sert à Luxeuil et à Verdun. Terminant la guerre avec le grade de capitaine, il est décoré de la médaille des services volontaires et de la croix de guerre avec palmes.
En 1919, il épouse Isabelle Hennessy, la fille de James Hennessy. 
Ils ont deux enfants, Gérald de Geoffre de Chabrignac et Raymond de Geoffre de Chabrignac.
Gérald de Geoffre de Chabrignac, président du conseil de surveillance de la société Jas Hennessy & Cie, qui était le créateur de la célèbre carafe XO Hennessy, fut également le président de la société d'encouragement pour l'amélioration des races de chevaux en France.
Raymond de Geoffre de Chabrignac, ancien membre de la 2e division blindée (2e DB) qui était une unité de la 1re armée française de l'arme blindée et cavalerie créée pendant la Seconde Guerre mondiale par le général Leclerc. Il fut par ailleurs un acteur majeur du monde du concours Hippique International.
Jean de Geoffre rejoint le conseil municipal des Verchers-sur-Layon en mai 1919, y devenant premier adjoint au maire, à la suite de son père, et élu au Conseil général de Maine-et-Loire pour le canton de Doué-la-Fontaine en décembre 1919. Il occupe successivement les fonctions de secrétaire, vice-président de la commission départementale, président de la commission de l'agriculture, puis vice-président du Conseil général.
S'occupant de la gestion de son domaine, il rédige de nombreux ouvrages, dont l'un sur l'agriculture en Maine-et-Loire couronné par l'Académie des sciences morales et politiques en 1936, ainsi qu'une histoire du château de Montsoreau (dont il est le conservateur), parue en 1938, qui fait autorité. Membre titulaire de l'Académie des sciences, belles-lettres et arts d'Angers, il est le président du comice agricole du Canton de Doué-la-Fontaine, qu'il a fondé, de l'Union musicale de la ville de Doué, du Cercle Saint-Pierre-des-Verchers, de la Société des arènes de Doué, etc.
Au déclenchement de la Seconde Guerre mondiale, il est mobilisé avec le grade de lieutenant-colonel de cavalerie en août 1939 et commande l'École des observateurs militaires à Rennes. Durant l'Occupation, il abrite cinq marins anglais et des réfractaires du STO, tandis que son second fils rejoint la division Leclerc.
À la Libération, Jean de Geoffre reprend ses mandats de conseiller municipal et de vice-présidence du Conseil général, et, en 1946, il est élu député de Maine-et-Loire. À la Chambre, il siège au sein du groupe du Parti républicain de la liberté puis à celui du RPF à sa création en 1947.
Il est élu sénateur en 1951, et obtient sa réélection en 1955 et 1959. À la Chambre haute, il vote pour les pleins pouvoirs et pour la révision constitutionnelle de 1958. Il quitte la politique en 1965, avec la distinction de sénateur honoraire. Il avait été membre de la commission des affaires économiques et du Plan.

## Fonctions et mandats
- Premier adjoint au maire des Verchers-sur-Layon
- Vice-président du conseil général de Maine-et-Loire (élu dans le canton de Doué-la-Fontaine)
- Député de Maine-et-Loire de 1946 à 1951
- Sénateur de Maine-et-Loire de 1951 à 1965

## Décorations
- Officier de la Légion d'honneur
- Ordre du Mérite agricole
- Officier des Palmes académiques
- Croix de guerre 1914-1918 aux trois palmes
- Médaille des services militaires volontaires
- Médaille d'honneur départementale et communale

## Publications
- Le livre d'or de Monsoreau (1933)
- L'agriculture en Maine-et-Loire (1935, couronné par l'Académie des sciences morales et politiques)
- Angers centre horticole du jardin de la France: contribution à l'étude de son aménagement.. (1946)
- Le canton de Doué-la-Fontaine : notice historique et économique (1955, 2003)
- Le château de Montsoreau : notice historique et archéologique (1970)

## Sources
- Gilles Le Béguec, Denis Peschanski, Les élites locales dans la tourmente, 2000